# 28–34 Academy Street

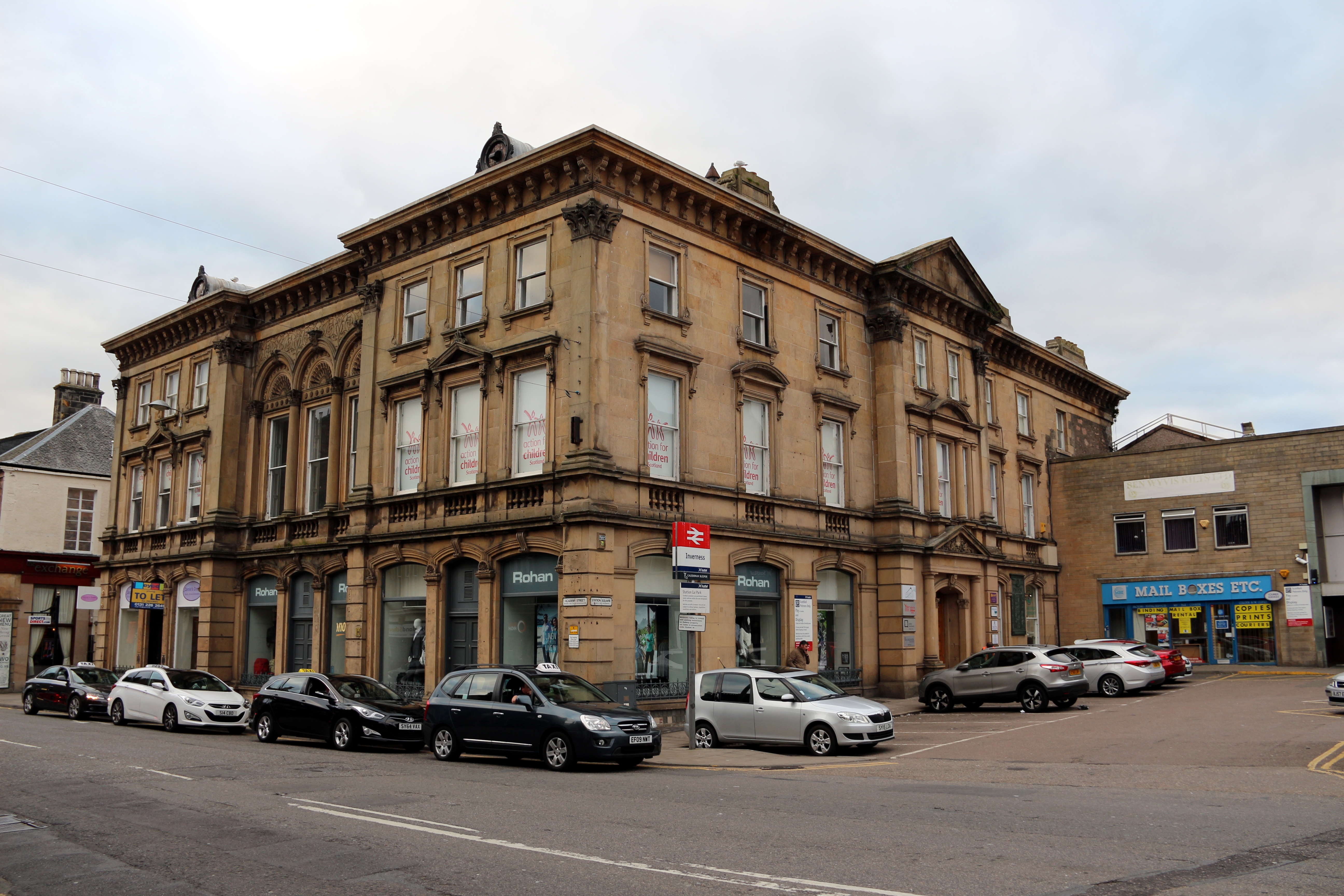
28–34 Academy Street

Unter der Adresse 28–34 Academy Street in der schottischen Stadt Inverness in der Council Area Highland befindet sich ein Geschäftsgebäude. 1981 wurde das Bauwerk in die schottischen Denkmallisten in der höchsten Denkmalkategorie A aufgenommen.

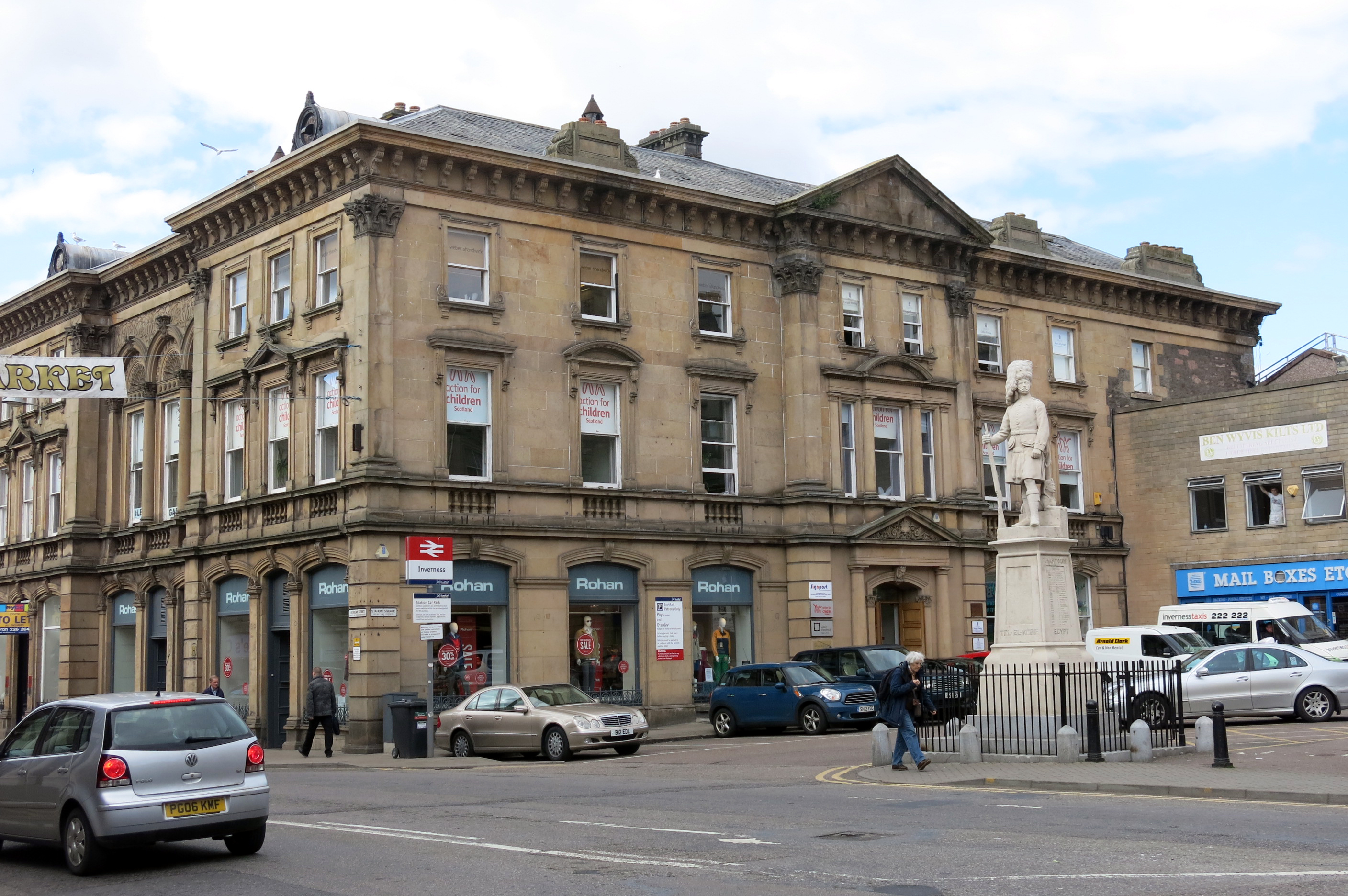
Südostfassade entlang des Bahnhofsvorplatzes

## Beschreibung
Das Gebäude an der Academy Street im Zentrum von Inverness wurde zwischen 1872 und 1874 nach einem Entwurf des schottischen Architekturbüros Matthews & Lawrie errichtet. Bauherr war die Highland Railway Company, die es als Geschäftsgebäude am direkt angrenzenden Bahnhof Inverness nutzte. Zusammen mit dem nebenliegenden Gebäude 18 Academy Street (ehemaliges Royal Highland Hotel) grenzt es den Vorplatz des zurückversetzten Bahnhofs ab. Dieses Gebäude ist rund 20 Jahre älter und wurde Ende der 1850er Jahre ebenfalls von Matthews & Lawrie im Italianate Style überarbeitet, in welchem auch 28–34 Academy Street gehalten ist.
Das Mauerwerk des dreigeschossigen Geschäftshauses ist aus Natursteinquadern aus Elgin aufgemauert. Seine südwestexponierte Hauptfassade ist neun Achsen weit und mit jeweils drei Achsen weiten Eckrisaliten ausgeführt. Ebenerdig sind drei Ladengeschäfte mit jeweils zwei Schaufenstern und mittigem Eingang eingerichtet. Die Öffnungen schließen mit profilierten, flachen Segmentbögen mit stilisierten ornamentierten Schlusssteinen und sind durch ornamentierende Pilaster flankiert. Oberhalb verläuft ein Balusterband auf Gesimsen unterhalb der Fenster. An den Risaliten bekrönen auf reliefierten Konsolen gelagerte Gesimse die Fenster des ersten Obergeschosses. Die Dreiecksgiebel der zentralen Fenster sind mit Akroterien geschmückt. Auf den Zentralachsen schließen die hohen Fenster mit blinden, reich ornamentierten, rundbögigen Kämpferfenstern mit skulpturierten Schlusssteinen. Es flankieren korinthische Säulen, die auch die Risalitkanten ornamentieren.
Die Südostfassade entlang des Bahnhofsvorplatzes ist weitgehend symmetrisch aufgebaut. Der Mittelrisalit ist mit schließendem Dreiecksgiebel und korinthischen Ecksäulen ausgeführt. Das zentrale, segmentbogige Eingangsportal mit skulpturiertem Schlussstein flankieren dorische Pilaster, die ein Gebälk mit ornamentiertem Dreiecksgiebel tragen. Darüber ist ein Drillingsfenster mit dorischer Ornamentierung und Segmentbogengiebel eingelassen. Entlang der straßenseitigen Fassaden verläuft ein Kranzgesims auf Kragsteinen.